# Данилюк Матвій Андрійович
Матві́й Андрі́йович Данилю́к (нар. 1892, — пом. 1994, село Ватинець, Горохівський район, Волинська область) — воїн Армії УНР, учасник бою під Крутами. Останній ветеран Армії УНР та учасник бою під Крутами, що прожив найдовше та помер 1994 року на 103 році свого життя. Матвій Данилюк — єдиний учасник бою під Крутами, що дочекався незалежності України.

## Життєпис
Брав участь у бою під Крутами в складі Київської Юнацької Школи ім. Богдана Хмельницького, в котрій навчався юнкером.
Проживав із дружиною Мариною, яка померла на 101-му році життя. Мав трьох синів, усі воювали у Другу світову.
Правнук Матвія Данилюка — Володимир Іщук — загинув під Іловайськом.. Другий правнук — Віктор Іщук, — відомий майстер середньовічних музичних інструментів, лірник, волинкар.